# Временное национальное собрание Чехословацкой Республики
Временное национальное собрание Чехословацкой Республики (чеш. Prozatímní Národní shromáždění republiky Československé, словац. Dočasné Národné zhromaždenie republiky Československej) — высший законодательный орган Третьей Чехословацкой республики в период между 28 октября 1945 и июнем 1946 года. 
Его целью было временное осуществление законодательной власти до проведения выборов в Учредительное национальное собрание. Конституционной основой для его формирования и деятельности стал конституционный декрет президента о Временном Национальном Собрании. Основная деятельность собрания заключалась в подготовке выборов в Учредительное национальное собрание и в осуществлении обычных законодательных мероприятий (например, принятие закона об амнистии).
В ходе работы Временного национального собрания Эдвард Бенеш был утвержден президентом, были также подтверждены и ратифицированы декреты президента республики.

## Структура и состав
Собрание избиралось национальными комитетами по системе паритетного представительства партий Национального фронта (4 партии в Чехии – KSČ, ČSNS, ČSL, ČSDSD и 2 в Словакии – KSS, DS) в период до 28 октября 1945 года. Число депутатов составляло 300, как и в Палате депутатов Национального собрания в период Первой и Второй Республики. Все представленные партии имели около 50 мандатов, но у коммунистов было около 100 мандатов. Временное национальное собрание продолжало действовать до избрания Учредительного национального собрания.
Председателем Временного национального собрания был национальный социалист Йозеф Давид.

### Фракции к концу функционирования собрания
|                                         |                                                   |           |
| Партия                                  | Партия                                            | Мандаты   |
|                                         | Коммунистическая партия Чехословакии              | 51 из 300 |
|                                         | Чехословацкая социал-демократия                   | 51 из 300 |
|                                         | Чехословацкая национально-социалистическая партия | 49 из 300 |
|                                         | Чехословацкая народная партия                     | 49 из 300 |
|                                         | Коммунистическая партия Словакии                  | 47 из 300 |
|                                         | Демократическая партия                            | 40 из 300 |
|                                         | Украинская народная рада Прешовщины               | 5 из 300  |
|                                         | Партия свободы                                    | 4 из 300  |
|                                         | Внефракционные депутаты                           | 2 из 300  |
|                                         | Вакантные мандаты                                 | 2 из 300  |
| Источник: Ročenka Národního shromáždění |                                                   |           |

## Резиденция
После войны Национальное собрание вернулось в помещение Рудольфинума, где раньше заседала Палата депутатов Национального собрания. Однако во время войны зал Рудольфинума был перестроен под концертные цели, и поэтому в мае 1946 года собрание переехала в здание упразднённой Пражской фондовой биржи рядом с Национальным музеем.